# مریلین هیوسن
مریلین هیوسن (به انگلیسی: Marillyn Hewson) (زاده ۱۹۵۴) مدیر ارشد اجرایی آمریکایی است، که اکنون به‌عنوان مدیر عامل اجرایی شرکت لاکهید مارتین فعالیت می‌نماید. وی از اعضای هیئت مدیره شرکت‌های دوپونت و سندیا کورپوریشن نیز به‌شمار می‌آید.